# Kasese
Kasese é uma cidade da Uganda. É a principal sede do distrito homônimo.

## População
Em agosto de 2014, o Departamento de Estatísticas de Uganda estimou a população da cidade em 101 679 habitantes.